# Johann Baptist Weder
Johann Baptist Weder (Oberriet, 27 juni 1800 - Sankt Gallen, 17 oktober 1872) was een Zwitsers advocaat, redacteur, rechter, bestuurder en politicus uit het kanton Sankt Gallen.

## Biografie

### Opleiding en vroege carrière
Johann Baptist Weder was een zoon van Josef Weder, een landbouwer, en van Anna Maria Lüchinger. Van 1823 tot 1827 studeerde hij rechten in Freiburg im Breisgau en Göttingen. In 1827 behaalde hij in Göttingen een doctoraat. In 1832 trouwde hij met Mariette Looser. Na zijn studies werd hij actief als advocaat en redacteur, in 1831 bij de St. Galler Zeitung en van 1846 tot 1851 bij de St. Galler Bote. 

### Politicus

#### Kantonnale politiek
Weder was een politiek zwaargewicht in het kanton Sankt Gallen in de jaren 1840 en 1850. Hij zetelde namens de radicalen in de Kantonsraad van Sankt Gallen van 1833 tot 1835, van 1837 tot 1839, van 1841 tot 1851 en van 1855 tot 1867. Tussen 1847 en 1851 en tussen 1861 en 1863 was hij lid van de Regering van Sankt Gallen. Hij zetelde ook in de constituante van 1859 tot 1860 en in 1861.
Van 1833 tot 1835 en van 1855 tot 1857 was hij tevens lid van de katholieke schoolraad en van 1855 tot 1857 ook van de katholieke bestuursraad. Daarnaast zetelde hij ook in de Kantonsschulrat van 1856 tot 1859 en in de Erziehungsrat van 1862 tot 1863. Hij bepleitte een stricte controle op de Kerk door de Staat en verzette zich tegen de oprichting van het bisdom Sankt Gallen. Daarentegen kwam hij wel op voor de oprichting van een neutrale kantonnale school in 1856 en een kantonnale grondwetsherziening in 1861 die het openbaar onderwijs onder controle van de overheid bracht.
Niettemin leidde zijn compromisgericht beleid vanaf 1861 tot een breuk met de liberaal-radicalen. Nadat hij in 1863 terug aan de slag was gegaan als advocaat, was hij later mede-oprichter van de Kantonnale Bank van Sankt Gallen. Van 1855 tot 1861 zetelde hij in het kantonnale hof van cassatie. 

#### Federale politiek
Na de federale parlementsverkiezingen van 1848 geraakte Weder voor het eerst verkozen in de Nationale Raad. Hij zetelde een eerste termijn van 6 november 1848 tot 30 november 1851. Hij zou ook nog zetelen tussen 5 juli 1858 en 1 december 1860 en tussen 1 juli 1861 en 17 oktober 1872. Van 2 tot 21 juli 1860 was hij voorzitter van de Nationale Raad. Van 6 juli 1855 tot 6 december 1857 zetelde hij in de Kantonsraad, waarvan hij van 6 juli tot 5 augustus 1857 voorzitter was. Bij de oprichting van de Zwitserse Bondsstaat in 1848 was hij voorstander van een gecentraliseerde federale staat met een monocameraal parlement.